# Ennomos winni
Ennomos winni är en fjärilsart som beskrevs av Harris 1916. Ennomos winni ingår i släktet Ennomos och familjen mätare. Inga underarter finns listade i Catalogue of Life.